# メンバー (お笑いコンビ)
メンバーは、吉本興業広島事務所に所属する日本のお笑いコンビ。大阪NSC29期生で、ともに島根県益田市出身。

## メンバー
山口 提樹（やまぐち だいじゅ、1987年5月3日 - ）（38歳）
ボケ・ネタ音源制作担当、立ち位置は向かって左。
身長162cm、体重70kg。坊主頭。
実家は寺院。
イラストが得意で、広島吉本の芸人LINEスタンプをデザインした。イラストに興味を持ったきっかけは鉛筆の舐めすぎで入院した際にお見舞いにきた教師に画集を渡されたことから。
2020年1月23日に結婚を発表。

潮 圭太（うしお けいた、1987年6月16日 - ）（38歳）
ツッコミ担当、立ち位置は向かって右。
身長172cm、体重65kg。
島根県立益田工業高等学校（現・島根県立益田翔陽高等学校）卒業。高校時代は野球部主将かつエースだった。
2020年2月15日に元Perfumeの河島佑香と入籍し、翌16日に結婚式を挙げた。

## 経歴
両者は小学校1年生からの幼なじみであり、実家も5キロメートルほどしか離れていない。2人は高校生の頃にコンビを組み、山口の実家の寺の本堂でネタ合わせをし、お笑いコンテストにも出場。高校卒業後に2006年大阪NSCに29期生（同期生は500人ほど）として一緒に入学するが、都会の生活に溺れて半年ほどで通わなくなり卒業していない。
一念発起して22歳の時、2010年4月に広島吉本のオーディションを受け入社する。このため、結成年は2006年だが正式な芸歴は2010年からとしている。週5回のアルバイトで糊口をしのぎながら営業やライブに出演した。
現在のコンビ名「メンバー」は広島吉本入りした時、新たに付け直したものでありシンプルなものが良いと考えたため「メンバー」と「コンビ」の2択から選んだ。旧コンビ名は「ワンオンワン」。
初めて全国ネットにコンビ名と宣材写真が登場したのは、『水曜日のダウンタウン』2015年4月29日放送分の『ネット検索のヒット数 最も多い芸人「和牛」説』にて芸人検索ヒット数ランキング3位にランクインしたときであり、あくまでコンビ名のみに着目されたものでしかなかった。
2018年の第6回歌ネタ王決定戦では全く無名のまま決勝進出し、優勝を果たす。審査員の藤井隆と友近が100点を付け、特に藤井は最終ステージでも100点を付けるほどの高い評価であった。よしもとの地方事務所出身コンビが賞レースに優勝するのはパンクブーブー、博多華丸・大吉（どちらも福岡吉本出身）に続いて3組目であり、さらに地方事務所に現役所属のまま優勝は史上初であった。歌ネタ王決定戦には王者となった後も出場し続けており、2019年、2021年には4位に入賞。審査員から「Mr.歌ネタ王」と称されるなど、全9回で終了した歌ネタ王決定戦を象徴する存在となった。
広島吉本所属ながらなんばグランド花月にも出演し、2024年には冠ライブを行う。

## 芸風
音楽を使ったネタを得意とする歌ネタ芸人。
代表的なネタは「リズム漫才」。「出囃子が終わらないのでそのまま合わせて漫才をしている」という設定で、BGMのリズムに合わせて歌いながら漫才をする。音楽は山口がパソコンの打ち込みで制作しているオリジナルだが、リズム漫才を始めた当初はエド・シーランの音源を使っていた。山口がネットカフェでアルバイトしていたときに、モニターに流れているミュージカル映画を見て、「これを漫才でやったらどうなるだろう」と考えたのがきっかけで始めた。M-1グランプリでは音響を使わない漫才に取り組んでいる。オチは、BGMが終わる→山口「じゃあ漫才始めていきたいんですけども」→潮「いやもうええわ」→2人「どうもありがとうございました」という流れが通例である。
YouTubeチャンネルでは音声加工を使用した音楽ネタ動画をアップしている。
元々はコント中心で、今宮子供えびすマンザイ新人コンクールではコントで新人漫才奨励賞を受賞した。歌ネタ王優勝直後は「コントも見せたい」という思いがあり歌ネタだけを求められることに嫌な気持ちもあったが、どぶろっくの2人もかつて同じ悩みを持っていたことを聞かされ、歌ネタ芸人としてやってゆく覚悟を固めたという。

## 賞レース成績

### M-1グランプリ
| 年度             | 結果      | エントリー No. | 会場             | 日程     | 備考 |
| ---------------- | --------- | -------------- | ---------------- | -------- | ---- |
| 2015年（第11回） | 2回戦進出 | 2088           | テイジンホール   | 10月6日  |      |
| 2016年（第12回） | 2回戦進出 | 2238           | 大丸心斎橋劇場   | 10月3日  |      |
| 2017年（第13回） | 2回戦進出 | 2016           | 大丸心斎橋劇場   | 10月11日 |      |
| 2018年（第14回） | 3回戦進出 | 1867           | よしもと漫才劇場 | 10月22日 |      |
| 2019年（第15回） | 3回戦進出 | 2580           | よしもと漫才劇場 | 10月29日 |      |

※2020年（第16回）以降は出場していない。

### 歌ネタ王決定戦
| 年度            | 結果 | 備考             |
| --------------- | ---- | ---------------- |
| 2018年（第6回） | 優勝 | LINE賞も同時受賞 |
| 2019年（第7回） | 4位  |                  |
| 2021年（第9回） | 4位  |                  |

### その他
- 2017年 第38回今宮子供えびすマンザイ新人コンクール 新人漫才奨励賞
- 2020年 清塚的歌ネタ王決定戦 優勝（「+ music」番組内企画）
- 2020年 キングオブコント2020 準々決勝進出
- 2023年 第2回耳心地いい-1グランプリ 優勝

## 出演
テレビ
- ひろしま満点ママ!!（テレビ新広島）
- ぐるぐるスクール（ - 2013年3月30日 広島テレビ）
- 王者が認める漫才師 歴代M-1王者7人がイチオシ漫才師を熱く語る!（2018年8月28日 毎日放送）
- 歌ネタ王決定戦
  - 歌ネタ王決定戦2018（2018年9月19日 毎日放送 / 2018年10月1日 RCCテレビ）
  - 歌ネタ王決定戦2019（2019年9月18日 毎日放送 / 2019年9月19日 RCCテレビ）

- ちちんぷいぷい（2018年9月20日 毎日放送）
- ウチのガヤがすみません!（2018年10月8日、2019年1月15日、2月5日、4月30日、7月2日、日本テレビ）
- ネタパレ（2018年10月12日、2019年3月1日、フジテレビ）
- スポラバCS前夜祭 全力応援!カープがあれば元気になれる!（2018年10月16日、テレビ新広島）
- 恋とか愛とか（仮）（広島ホームテレビ）
  - 芸人SP ～恥ずかしすぎる恋物語2～ 第1弾「まいにち、ポジティヴな男」第2話A（2018年10月25日） - エキストラ（漫才師）役
  - スピンオフ「壊さない女」#1（2019年1月10日・17日） - 久保 役（山口提樹のみ出演）
  - コイカリ×アスリートSP第1弾 ｢ごっつぁんしない男｣（2020年9月3日） - カメラマン役:潮圭太 / スタッフ役:山口提樹

- エンタの神様（2018年12月22日、日本テレビ）
- 水曜日のダウンタウン
  - 「第4回替え歌最強トーナメント 男子高校生大会」（2018年12月26日、TBS）1回戦第4試合 ハリウッドザコシショウと対戦
  - 「第5回替え歌最強トーナメント ギャル大会」（2019年11月6日、TBS）1回戦第3試合 神奈月と対戦

- ドリーム東西ネタ合戦（2019年1月1日、TBS)
- バナナマンの爆笑ドラゴン（2019年1月4日、NHK総合）
- 前略、西東さん（2019年2月23日、中京テレビ）
- 街頭TV 出没!ひな壇団（2019年4月6日・12月14日、RCCテレビ）
- そろそろ にちようチャップリン（2019年5月4日、テレビ東京）
- てっぺん（2019年12月6日、広島テレビ）
- イマナマ!（2020年1月 - 、RCCテレビ）
  - 木曜コーナー「メンバーのキキコミ！今夜の晩餐」レギュラー（2020年1月 - 終了）
  - 水曜コーナー「メンバーのお出かけ中継」
  - 水曜コーナー「メンバーのイチバン物件」（ - 2025年3月）
  - 水曜コーナー「メンバーの駅前しりとり」（2025年4月 - ）

- 今夜の晩酌 広島料理で最高のカンパイ（2021年、RCCテレビ）5分ミニ番組
- 紅白歌ネタグランプリ2022（2022年、毎日放送）
- ワンピースバラエティ 海賊王におれはなるTV（2023年12月9日、フジテレビ）
- NHKでやらなさそうなアレ（仮）「やす子の逆ドッキリ!メンバーの歌ネタ!」（2024年2月4日、NHK総合）
- メンバーの勝手に社歌作ります（2025年1月16日・1月23日・1月30日、広島ホームテレビ）

ラジオ
- 藩飛礼のとまらんトーク（2018年11月6日・13日・20日・27日、FMふくやま77.7MHz）
- ひろしま コイらじ（2019年4月1日 - 、NHK広島放送局ラジオ第1）毎週月曜レギュラー→木曜レギュラー
- メンバーのゆるリズム（2023年10月8日 - 、RCCラジオ）

ライブ
- 広島よしもとブチLIVE（広島市まちづくり市民交流プラザ）
- お笑い!よしもとゲバント劇場（ゲバントホール）

## 単独公演
- REMEMBER（2019年7月7日予定 広島市南区文化センタースタジオ / 2019年7月20日予定 大阪・道頓堀ZAZA HOUSE）
- Member‘s Concert ～メンバーがオーケストラの生演奏で歌ネタをやるライブ～（2023年4月30日 JMBアステールプラザ中ホール）